# 哈氏囊鰓鰻
哈氏囊鰓鰻為輻鰭魚綱囊鰓鰻目囊鰓鰻科的一個種，分布於西大西洋的百慕達群島海域，屬深海魚類，屬肉食性。

## 擴展閱讀
維基物種上的相關：哈氏囊鰓鰻